# William Preston
William Preston (Edimburgo, 7 de agosto de 1742 – Londres, 1 de abril de 1818) foi um autor, editor e palestrante escocês. Depois de frequentar a escola e a faculdade, tornou-se secretário do linguista Thomas Ruddiman, o qual foi seu guardião após a morte do pai. Com a morte de Thomas, Preston tornou-se impressor sob Walter Ruddiman, irmão de Thomas. Em 1760, mudou-se para Londres e começou uma carreira de destaque com o impressor William Strahan. Nesta época, tornou-se Maçom, instituindo um sistema de preleções de instrução e publicando Esclarecimentos sobre Maçonaria, que teve várias edições. Foi sob Preston que a Lodge of Antiquity se separou da Grande Loja dos Modernos, assumindo o título de  "A Grande Loja de Toda a Inglaterra ao Sul do Rio Trent" por dez anos. Depois de uma longa doença, faleceu em 1818 e foi sepultado na Catedral de São Paulo.

## Início da vida
Preston nasceu em Edimburgo, em 7 de agosto de 1742. Seu pai, também chamado William Preston, foi um "Writer to the Signet", uma forma de procurador. Segundo filho e único sobrevivente, Preston foi encorajado aos estudos clássicos, entrando para o Royal High School aos seis anos, onde se destacou em latim e também estudou grego. Ele continuou seus estudos clássicos na faculdade, antes de se tornar secretário de Thomas Ruddiman, um erudito clássico, cuja cegueira agora dependia de ajuda. Enquanto isso, a saúde e as finanças do pai de Preston declinavam, devido a maus investimentos e o apoio ao lado errado na rebelião de 1745. Com a sua morte, em 1751, Ruddiman tornou-se guardião do jovem William. Ele foi aprendiz do impressor Walter Ruddiman, irmão de Thomas, mas até a morte de Thomas, em 1757, passava a maior parte de seu tempo a ler para ele e a transcrever e editar o trabalho dele.
Em 1760, provido com cartas de introdução de Ruddiman, Preston chegou em Londres, onde conseguiu emprego com William Strahan, que mais tornou-se Impressor do Rei, ex-aluno da mesma escola de Preston. Foi aí que seguiu sua vida profissional como editor, obtendo o respeito de escritores como David Hume e Edward Gibbon.

## Francomaçonaria
Pouco depois da chegada de Preston em Londres, um grupo de Maçons de Edimburgo vivendo na capital inglesa decidiu constituir uma Loja. A Grande Loja da Escócia considerou que não poderia conceder-lhes uma constituição, pois reconheciam a jurisdição da Grande Loja dos Antigos na capital. Assim, foram constituídos por esta Grande Loja, recebendo o nº 111, na "Corça Branca", no Strand, em 20 de abril de 1763. É possível que tenha sido nesta reunião que Preston tornou-se o segundo Iniciado da Loja. Infelizes com o status da Grande Loja relativamente nova de que se viram parte, Preston e alguns outros começaram a frequentar a Loja associada à Grande Loja da Inglaterra original, e persuadiram seus irmãos a mudarem de obediência. Assim, em 15 de novembro de 1764, a Loja nº 111 dos Antigos tornou-se a Loja Caledonian, nº 325. Essa Loja posteriormente reuniu-se no Great Eastern Hotel, na Liverpool Street, em Londres. A mudança de obediência proporcionou uma correspondência mordaz entre a Loja Caledonian e sua ex-Grande Loja. A Loja Caledonian tornou-se, então, a principal componente do primeiro Grande Capítulo do Arco Real Sagrado.

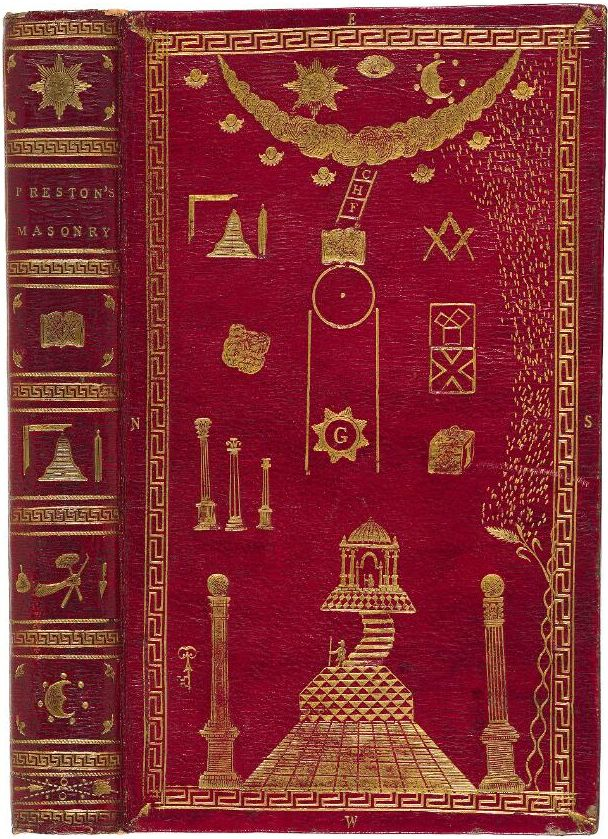
Uma edição de 1804 de Esclarecimentos sobre Maçonaria em uma encadernação personalizada com emblemas maçônicos.

Preston logo começou um extenso programa de pesquisa maçônico. Entrevistando quem pode e entrando em extensa correspondência com Maçons na Grã-Bretanha e no exterior, construiu um vasto acervo de conhecimento maçônico, que aplicou inicialmente para explicar e organizar as preleções associadas aos três graus da Francomaçonaria. Ele se reunia com amigos uma ou duas vezes por semana para testar e refinar sua apresentação e, em 21 de maio de 1772, organizou uma festa de gala na Coroa e Âncora no Strand, a próprio custo considerável, para apresentar aos Grandes Oficiais e outros maçons proeminentes o seu sistema. O sucesso de seu discurso naquele dia levou à publicação, ainda naquele ano, de seu Esclarecimentos sobre Maçonaria, que teve doze edições inglesas durante a vida do autor, sendo ainda traduzido em outras linguagens. Em 1774, Preston organizou seu material em cursos de preleções, que ele ministrava na Taverna da Mitra, em Fleet Street. Havia doze preleções por grau, ao custo de um guinéu por grau.
Presentes na festa de gala estavam dois membros da Lodge of Antiquity (que outrora, como Ganso e Grelha, fora fundadora da Grande Loja). John Bottomley era então o Mestre, e John Noorthouck, colega de Preston na firma de impressão de Strahan. A Antiquity estava sofrendo um declínio no número de membros e estes dois homens conceberam a ideia de reviver sua Loja recrutando Preston. Assim, ele foi eleito membro, in absentia, em 1 de junho de 1774. Em seu primeiro comparecimento como membro, duas semanas mais tarde, Preston foi eleito Mestre da Loja, que assim floresceu, o que, de alguma forma, desagradou Noorthouck. Ele reclamou que os jovens maçons que agora migravam para a Loja eram todos "criaturas de Preston" e que lhe permitiram permanecer na cadeira de presidência por três anos e meio.
Durante este período, começando em 1769, Preston tornou-se o Grande Secretário Assistente e "Impressor da Sociedade", funções que lhe deram acesso a material que, posteriormente, utilizou em Esclarecimentos sobre Maçonaria. Elas também lhe deram a oportunidade de tentar criar uma ruptura entre a Grande Loja dos Antigos e a Grande Loja da Escócia, questionando a base sobre a qual a Grande Loja mais recente havia sido formada. Essa tentativa não teve sucesso e somente serviu para ampliar a divisão entre as duas Grandes Lojas. Em 1773, Preston passou a servir na recém-criada Comissão do Salão da Grande Loja, nomeada em 1773 para supervisionar a construção do Salão Maçônico.

## Cisma da Grande Loja
Em 27 de dezembro de 1777, alguns membros da Lodge of Antiquity, incluindo Preston, retornaram da Igreja de São Dunstano portando suas insígnias maçônicas, tratando-se meramente de atravessar a rua. Alguns membros originais da Antiquity que não estavam presentes (e que incluíam os dois homens que persuadiram Preston a se juntar à Antiquity) decidiram relatar o incidente à Grande Loja como se fora uma procissão maçônica proibida. Ao invés de tratar como um incidente menor, Preston escolheu defender as suas ações e as de seus irmãos enfatizando a senioridade de sua Loja, que, enquanto Ganso e Grelha, fora uma das fundadoras da Grande Loja. Preston argumentava que sua Loja apenas respondia às constituições originais e regulamentos posteriores não se aplicavam a ela. Depois do devido processo, Preston e seus apoiadores foram expulsos em 1779, o que dividiu a Antiquity. Os membros mais antigos permaneceram com a Grande Loja. O restante da Loja se aliou com a Grande Loja de Toda a Inglaterra, em York, tornando-se, durante a separação, "a Grande Loja de Toda a Inglaterra ao Sul do Rio Trent", constituindo pelo menos duas Lojas sob este título. Em maio de 1789, a disputa foi resolvida e Preston, após um pedido de desculpas, recebeu de volta suas honras maçônicas, a Lodge of Antiquity se reunindo em 1790.

## Legado
A expulsão de Preston marcou uma grande redução em sua contribuição à Francomaçonaria. Após se ausentar da Loja por um ano, renunciou em 1781. Seus irmãos o persuadiram a retornar cinco anos mais tarde, o que interrompeu outro período de declínio. Apesar de Preston ter afirmado que a Lodge of Antiquity constituíra várias Lojas em seu período de exílio, apenas duas foram confirmadas. Na época de sua readmissão na Grande Loja, Preston fundou a Ordem de Harodim, que servia de veículo para suas ideias particulares sobre Maçonaria, conforme apresentadas em suas preleções. Esse grupo se dissolveu por volta de 1800. Preston não participou e não se pronunciou publicamente sobre o longo processo de unificação das duas Grandes Lojas. Seu maior legado maçônico é considerado seus Esclarecimentos sobre Maçonaria, que continuaram a receber novas edições após sua morte, de longa doença, em 1818. Sua obra era particularmente influente - os Esclarecimentos seriam, junto com o Livro das Constituições de James Anderson, um dos livros que toda Loja Maçônica da Inglaterra possuía em sua biblioteca.
Embora considerado um estudioso maçônico, poucos maçons modernos leram sua obra. Conquanto sua história da Maçonaria na Inglaterra seja infundada como aquela escrita por James Anderson, tendo como ponto de partida o reinado de Athelstan, suas preleções e explicações devem ser vistas como obra da época, relacionando a Francomaçonaria do final do século XVIII ao povo de seu tempo. O legado mais duradouro de Preston foi afastar a percepção da Francomaçonaria da mesa de jantar e dos bares, dando-lhe um apelo mais cerebral. Preston também é considerado, junto ao Grande Secretário James Heseltine e a Thomas Dunckerley, um dos responsável pela transferência das reuniões maçônicas de tavernas para edifícios maçônicos.

## Leitura complementar
- Dyer, Colin. William Preston and His Work. [S.l.: s.n.] ISBN 0-85318-149-7
- Davis, Robert G. (2009), «William Preston: Architect of the American Craft Ritual», Philalethes, 62 (4): 82–89,112–114